# Cantone di La Flèche
Il Cantone di La Flèche è una divisione amministrativa dell'arrondissement di La Flèche.
A seguito della riforma complessiva dei cantoni del 2014 è passato da 7 a 13 comuni.

## Composizione
Prima della riforma del 2014 comprendeva i comuni di:
- Bazouges-sur-le-Loir
- La Chapelle-d'Aligné
- Clermont-Créans
- Cré
- Crosmières
- La Flèche
- Mareil-sur-Loir

Dal 2015 comprende i comuni di:
- Arthezé
- Bazouges-sur-le-Loir
- Bousse
- La Chapelle-d'Aligné
- Clermont-Créans
- Courcelles-la-Forêt
- Cré
- Crosmières
- La Flèche
- Ligron
- Mareil-sur-Loir
- Thorée-les-Pins
- Villaines-sous-Malicorne